# Norra Upplands Omnibus
Norra Upplands Omnibus AB, NUO,  var ett dotterföretag till Stockholms Läns Omnibus (SLO) som trafikerade stora delar av nuvarande Östhammars kommun. Bussarna hade samma färger som SLO-bussarna, det vill säga gröna med gul överdel.
När SRJ och SLO 1952 övertogs av SJ ingick även NUO. Storstockholms Lokaltrafik (SL) bildades den 1 februari 1969 och övertog all SJ:s busstrafik i bland annat nuvarande Norrtälje, Täby och Danderyds kommuner. Däremot behöll SJ sin busstrafik i norra Uppland. 1991 bytte SJ Buss namn till Swebus vilka fortsatte att trafikera Östhammars kommun fram till sommaren 2003 då man tappade stora delar av området till KR Trafik.